# Danny Gibson
Danny Gibson (* 28. Januar 1984 in Madison, Indiana) ist ein ehemaliger US-amerikanischer Basketballspieler, der auch über die Staatsbürgerschaft Kameruns verfügt. Nach dem Studium in seinem Heimatland wurde Gibson Profi in Europa und spielte zunächst in der deutschen 2. Basketball-Bundesliga. Anschließend spielte er in der höchsten deutschen Spielklasse Basketball-Bundesliga, es folgten weitere Stationen in europäischen Ligen. In der Bundesliga bestritt er 98 Spiele.

## Karriere
Nach dem Besuch der High School in Madison ging Gibson 2002 jenseits der Grenze von Indiana an das Olney Central Community College in Olney (Illinois). Nach zwei Spielzeiten für die Hochschulmannschaft Blue Knights des „Junior College“ in der National Junior Collegiate Athletic Association kehrte er nach Indiana zurück und setzte er sein Studium 2004 an der University of Southern Indiana fort. Dort spielte er Basketball in der Hochschulmannschaft Eagles in der NCAA Division II.
Nach dem Ende seines Studiums 2006 wurde Gibson Profi und bekam einen Vertrag bei den NVV Lions Mönchengladbach in der 2. Basketball-Bundesliga Gruppe Nord. In der 2. Basketball-Bundesliga 2006/07 erreichten die Lions eine Mittelfeldplatzierung, verzichteten aber im Anschluss auf eine weitere Teilnahme in den neuen Spielklassen ProA und ProB, die die zweite Liga ablösten. Gibson wechselte zum bisherigen Ligakonkurrenten Cuxhaven BasCats, die in der ranghöheren ProA 2007/08 als Vizemeister einen Aufstiegsplatz für die Basketball-Bundesliga erreichten. Aus wirtschaftlichen und infrastrukturellen Gründen hatten die Cuxhavener aber keine Lizenz für die höchste Spielklasse beantragt und konnten den Aufstieg daher nicht wahrnehmen. Gemeinsam mit seinem Cuxhavener Mannschaftskameraden Monta McGhee wechselte Gibson daher zum punktgleichen ProA-Meister Giants Nördlingen, die ihr Aufstiegsrecht wahrnahmen. In der Bundesliga-Saison 2008/09 konnte man etwas überraschend den Klassenerhalt vor den etablierteren Vereinen LTi Gießen 46ers und Eisbären Bremerhaven erreichen. Aus wirtschaftlichen Gründen verzichteten die Nördlinger aber auf eine weitere Teilnahme in der Basketball-Bundesliga und zogen sich in die ProA zurück.
2009 wechselte Gibson nach dem Erstliga-Rückzug der Nördlinger daher erneut mit seinem Mannschaftskameraden McGhee zum Basketballklub im niederländischen Leiden. In der Saison 2009/10 verlor man in der Halbfinalserie der Meisterschafts-Play-offs nur knapp in fünf Spielen gegen den späteren Meister GasTerra Flames aus Groningen. Gibson war mit gut 18 Punkten pro Spiel Topscorer in der Dutch Basketball League sowie MVP der Saison 2009/10 und wechselte im Anschluss erneut den Verein, wobei sich die Wege mit McGhee trennten, der 2011 mit ZZ Leiden niederländischer Meister wurde.
Der ehemalige Nördlinger Trainer Andreas Wagner holte Gibson in die deutsche Basketball-Bundesliga zurück, in die dieser mit dem BBC Bayreuth als ProA-Meister aufgestiegen war. In der Bundesliga-Runde 2010/11 erreichten die Bayreuther knapp den Klassenerhalt. Zur neuen Saison bekam Gibson zunächst keinen neuen Vertrag, wurde aber nach einer Verletzung von Kevin Hamilton für erst einmal drei Monate nachverpflichtet. Nach schlechtem Heilungsverlauf bei Hamilton wurde Gibsons Vertrag trotz zwischenzeitlichen Trainerwechsels im Dezember 2011 verlängert. Trotz eines miserablen Saisonbeginns erreichten die Bayreuther nach dem Trainerwechsel am Ende der Bundesliga-Spielzeit 2011/12 sicher den Klassenerhalt. Für die folgende Spielzeit wurde Gibsons Vertrag aber nicht mehr verlängert und dieser wechselte in die erste griechische Liga A1 Ethniki zu Ikaros aus Kallithea. Erstmals nach der Fusion mit Esperos 2010 erreichte man auf dem siebten Platz die Play-offs um die Meisterschaft, in denen man jedoch in der ersten Runde gegen den späteren Titelgewinner Panathinaikos Athen ausschied.
Zwischen 2013 und 2016 stand Gibson bei drei verschiedenen Vertretern der ersten polnischen Liga unter Vertrag, in der Saison 2015/16 wurde er vom Internetdienst eurobasket.com zum besten Ausländer der Liga gekürt, nachdem er für den Verein Polski Cukier Toruń im Schnitt 17,2 Punkte und 5,9 Korbvorlagen pro Begegnung verbucht hatte.
Im Spieljahr 2016/17 errang er mit Lukoil Academic Sofia die bulgarische Meisterschaft und trat mit Sofia zudem im FIBA Europe Cup an. In dem europäischen Vereinswettbewerb war er mit einem Punkteschnitt von 16,8 pro Partie bester Korbschütze seiner Mannschaft. Auch seine 5,4 Korbvorlagen je Begegnung waren der Höchstwert innerhalb der Truppe.
Während der Sommerpause 2017 unterschrieb Gibson einen Vertrag beim französischen Erstligisten Limoges CSP. Für Limoges erzielte er 5,8 Punkte je Begegnung und gab pro Spiel durchschnittlich 3,2 Korbvorlagen. Zu Beginn der Saison 2018/19 spielte er kurz bei Olympique d’Antibes, dann ebenfalls bestritt er drei Ligaspiele für Cholet Basket, Mitte November 2018 kam es zur Trennung. Er setzte seine Laufbahn ab Ende November 2018 beim türkischen Erstligisten Büyükçekmece Basketbol fort, für den er bis Mai 2019 in 19 Einsätzen pro Partie im Schnitt 10,2 Punkte erzielte. Ende Oktober 2019 wurde Gibson wieder von Śląsk Wrocław verpflichtet. Dort spielte er bis zum Saisonende 2019/20.
Gibson kehrte in sein Heimatland zurück und bestätigte sich als Leiter und Trainer seiner eigenen Basketballakademie.